# Ghiacciaio Gain
Il ghiacciaio Gain (in inglese Gain Glacier) è un ghiacciaio lungo circa 30 km situato sulla costa di Black, nella parte orientale della Terra di Palmer, in Antartide. Il ghiacciaio, il cui punto più alto si trova a circa 460 m s.l.m., fluisce in direzione nord-est partendo dal versante orientale della cresta Cat e scorrendo tra la penisola Kvinge, a sudest, e il versante orientale del picco Abendroth, a ovest, fino a entrare nel mare di Weddell, tra la penisola Imshaug e l'isola Morency, andando così ad alimentare la piattaforma glaciale Larsen D.

## Storia
Il ghiacciaio Gain fu scoperto da alcuni membri del Programma Antartico degli Stati Uniti d'America di stanza alla base Est che nel 1940 esplorarono questa costa sia via terra che con ricognizioni aeree e fu completamente cartografato nel 1974 dallo United States Geological Survey sulla base di ulteriori ricognizioni effettuate dalla marina militare statunitense negli anni 1960. In seguito, esso fu così battezzato dal Comitato consultivo dei nomi antartici in onore di Louis Gain, un naturalista membro della seconda spedizione antartica francese condotta dal 1908 al 1910 al comando di Jean-Baptiste Charcot, che fu anche autore di diversi trattati di zoologia e botanica sull'ecosistema antartico.